# قانون ابزار
قانون ابزار (ان‍گ‍: law of the instrument)، قانون چکش، چکش مازلو یا چکش طلایی، یک سوگیری شناختی است که شامل تکیهٔ بیش‌ازحد بر یک ابزار آشنا می‌شود.

آبراهام مازلو در سال ۱۹۶۶م، نوشت:
- اگر تنها ابزاری که دارید یک چکش باشد، وسوسه می‌شوید که همه چیز را همچون میخ ببینید.

این مفهوم هم به مازلو و هم به آبراهام کاپلان نسبت داده شده است، هرچند که جملهٔ معروف دربارهٔ چکش و میخ ممکن است از هیچ‌یک از آن‌ها نبوده باشد.

## تاریخچه
اصطلاح انگلیسی پیچ‌گوشتی بیرمنگام که به معنای چکش است، به استفاده از یک ابزار برای تمامی کارها اشاره دارد و دست‌کم یک قرن پیش از کاپلان و مازلو رایج بوده است.

در سال ۱۸۶۸ م، یک نشریهٔ لندنی به نام Once a Week این مشاهده را ثبت کرده بود:
- به یک پسر بچه یک چکش و یک اسکنه بدهید و طرز استفاده از آن‌ها را به او نشان دهید؛ بلافاصله شروع می‌کند به کندن چارچوب درها، تراشیدن گوشه‌های کرکره‌ها و قاب‌های پنجره، تا زمانی که به او استفادهٔ درست از ابزار را بیاموزید و یاد دهید که فعالیتش را در چارچوبی مشخص نگه دارد.

## کاپلان
نخستین بیان ثبت‌شده از این مفهوم به آبراهام کاپلان در سال ۱۹۶۴م، بازمی‌گردد.

آبراهام کاپلان:
- من آن را قانون ابزار می‌نامم و می‌توان آن را این‌گونه بیان کرد: به یک پسر بچه یک چکش بدهید، و او متوجه خواهد شد که هر چیزی که با آن روبه‌رو می‌شود، نیاز به کوبیدن دارد.

در فوریهٔ ۱۹۶۲، کاپلان که در آن زمان استاد فلسفه بود، در یک ضیافت در کنفرانس انجمن تحقیقات آموزشی آمریکا که در دانشگاه کالیفرنیا، لس‌آنجلس (UCLA) برگزار می‌شد، سخنرانی کرد. مقاله‌ای در شمارهٔ ژوئن ۱۹۶۲ مجلهٔ آموزش پزشکی گزارش داد که «نکتهٔ برجستهٔ این گردهمایی سه‌روزه… در سخنان کاپلان دربارهٔ انتخاب روش‌های تحقیق نهفته بود.» او دانشمندان را به قضاوت صحیح در انتخاب روش‌های مناسب برای پژوهش‌هایشان تشویق کرد و هشدار داد که وجود یک روش در دسترس یا آموزش دیدن در یک روش خاص، تضمینی برای مناسب بودن آن روش برای تمامی مسائل نیست. کاپلان در این سخنرانی به قانون ابزار اشاره کرد و گفت: «به یک پسر بچه یک چکش بدهید و او هر چیزی را که می‌بیند، نیازمند کوبیدن خواهد دانست.»
در کتاب رفتار تحقیق: روش‌شناسی علوم رفتاری (۱۹۶۴)، کاپلان بار دیگر به قانون ابزار اشاره کرد و نوشت:

تعجبی ندارد که یک دانشمند مسائل را به گونه‌ای تعریف کند که برای حل آن‌ها دقیقاً به همان تکنیک‌هایی نیاز باشد که خودش در آن‌ها مهارت دارد.

همچنین، در مقاله‌ای در سال ۱۹۶۴ برای نشریهٔ فصلی کتابخانه، کاپلان بار دیگر این قانون را مطرح کرد و افزود:

ما تمایل داریم مسائل خود را به گونه‌ای تعریف کنیم که به نظر برسد راه‌حل آن‌ها دقیقاً همان چیزی است که در حال حاضر در اختیار داریم.

## تامکینز و کلبی
در مجموعه مقالات شبیه‌سازی رایانه‌ای شخصیت: مرزهای نظریهٔ روان‌شناسی (۱۹۶۳م)، سیلوان تامکینز (انگ‍) دربارهٔ «گرایش به تطبیق دادن کارها با ابزار، به‌جای تطبیق دادن ابزار با کارها» نوشت: 

- اگر کسی یک چکش داشته باشد، معمولاً به دنبال میخ می‌گردد. و اگر کسی یک رایانه با ظرفیت ذخیره‌سازی، اما بدون احساسات داشته باشد، احتمالاً بیشتر به یادآوری و حل مسئله خواهد پرداخت تا عشق ورزیدن و نفرت داشتن.

در همین کتاب، کنت مارک کلبی (انگ‍) به‌طور صریح به قانون ابزار اشاره کرد و نوشت:

قانون اول ابزار بیان می‌کند که اگر به یک پسر بچه یک چکش بدهید، ناگهان متوجه می‌شود که همه چیز نیاز به کوبیدن دارد. برنامهٔ رایانه‌ای ممکن است چکش امروزی ما باشد، اما باید آن را امتحان کرد. نمی‌توان صرفاً با تأملات نظری از پیش تصمیم گرفت که آیا مفید خواهد بود یا نه.

## آبراهام مازلو
چکش مازلو که به‌طور عامیانه با عبارت اگر تنها ابزاری که دارید یک چکش باشد، همه چیز شبیه میخ به نظر می‌رسد(انگ‍) شناخته می‌شود، از کتاب روان‌شناسی علم اثر آبراهام مازلو در سال ۱۹۶۶ گرفته شده است.
مازلو در این کتاب نوشت:

به یاد دارم که یک ماشین لباس‌شویی خودکار و پیچیده برای خودروها دیدم که به‌طور فوق‌العاده‌ای کار شست‌وشوی آن‌ها را انجام می‌داد. اما این ماشین تنها قادر به انجام همین کار بود و هر چیزی که به چنگش می‌افتاد، همچون یک خودرو در نظر گرفته می‌شد که باید شسته شود. گمان می‌کنم وسوسه‌انگیز باشد که اگر تنها ابزار شما یک چکش باشد، هر چیزی را همچون میخ ببینید.

## لی لووینگر
در سال ۱۹۶۷، لی لووینگر (انگ‍) از کمیسیون فدرال ارتباطات این قانون را قانون استفادهٔ مقاومت‌ناپذیر لووینگر نام‌گذاری کرد و آن را به دولت تعمیم داد. 

لی لووینگر نوشت:
- معادل این قانون در علوم سیاسی این است که اگر یک نهاد دولتی وجود داشته باشد، این خود دلیلی بر نیاز به وضع مقررات است.

## وارن بافت
در سال ۱۹۸۴، سرمایه‌گذار مشهور وارن بافت از مطالعات دانشگاهی دربارهٔ بازارهای مالی که از روش‌های ریاضی نامناسب استفاده می‌کردند، انتقاد کرد. 

وارن بافت:
- لزومی ندارد که چنین مطالعاتی مفید باشند؛ بلکه صرفاً به این دلیل انجام می‌شوند که داده‌ها در دسترس‌اند و دانشگاهیان سخت تلاش کرده‌اند تا مهارت‌های ریاضی لازم برای تجزیه‌وتحلیل آن‌ها را بیاموزند. هنگامی که این مهارت‌ها کسب شوند، به نظر می‌رسد گناه باشد که از آن‌ها استفاده نشود، حتی اگر این استفاده بی‌فایده یا حتی مضر باشد. همان‌طور که دوستی می‌گفت: برای مردی که یک چکش در دست دارد، همه چیز شبیه میخ به نظر می‌رسد.

## رابرت کاگان
در کتاب از بهشت و قدرت (۲۰۰۳)، رابرت کاگان (انگ‍)، تاریخ‌نگار، یک نتیجه‌گیری فرعی از قانون ابزار ارائه داد:
وقتی چکش نداشته باشید، نمی‌خواهید هیچ‌چیزی شبیه میخ به نظر برسد.
به گفتهٔ کاگان، این اصل مکمل، تفاوت دیدگاه‌های ایالات متحده و اروپا دربارهٔ استفاده از نیروی نظامی را از زمان پایان جنگ جهانی دوم توضیح می‌دهد.

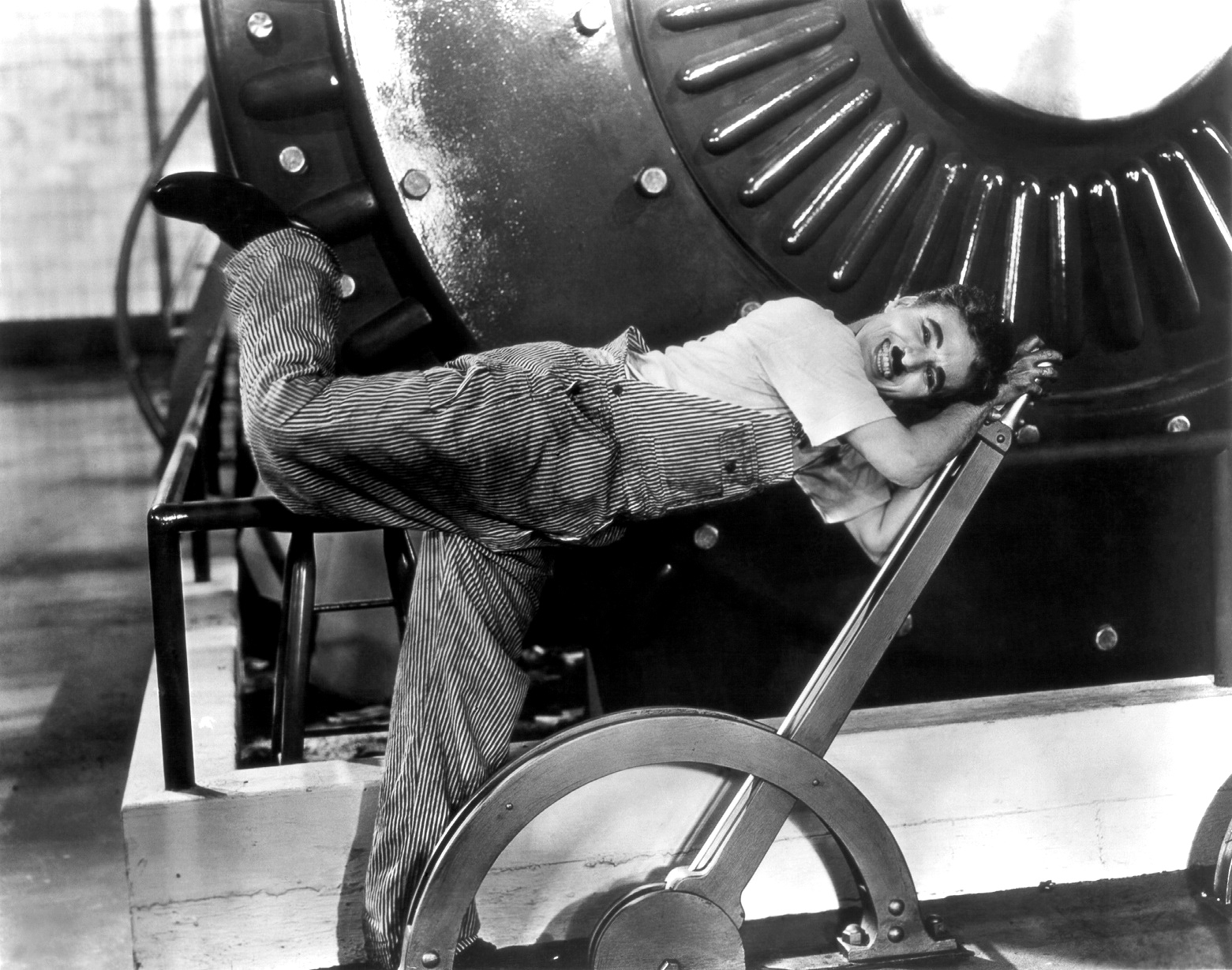
چارلی چاپلین در فیلم عصر جدید (۱۹۳۶) نقش یک کارگر کارخانه را بازی می‌کند که در خط مونتاژ، حرکات تکراری را بی‌وقفه انجام می‌دهد. این صحنه نمادی از وابستگی بیش‌ازحد به یک ابزار یا روش خاص است، مشابه مفهومی که در قانون ابزار مطرح می‌شود.

## تجلی‌ها

### روان‌پزشکی
(همچنین ببینید: بحث‌های پیرامون روان‌پزشکی (انگ‍))
برخی از منتقدان روان‌پزشکی معتقدند که قانون ابزار منجر به تجویز بیش‌ازحد داروهای روان‌پزشکی می‌شود.

### برنامه‌نویسی رایانه
اصطلاح چکش طلایی، که به معنای به‌کارگیری وسواس‌گونهٔ یک فناوری یا مفهوم آشنا برای حل مسائل مختلف نرم‌افزاری است، در سال ۱۹۹۸ به‌عنوان یک ضدالگو در ادبیات فناوری اطلاعات معرفی شد؛ یعنی یک رویهٔ برنامه‌نویسی که باید از آن اجتناب کرد.
خوزه ام. گیلگادو، توسعه‌دهندهٔ نرم‌افزار، اشاره کرده است که قانون ابزار در قرن ۲۱ میلادی همچنان معتبر است و به‌طور ویژه در توسعهٔ نرم‌افزار کاربرد دارد. او مشاهده کرده که بسیاری از برنامه‌نویسان تمایل دارند از همان ابزارهای آشنا برای پروژه‌هایی کاملاً جدید و با محدودیت‌های متفاوت استفاده کنند.
این مسئله ناشی از قرار گرفتن در منطقهٔ امن است، جایی که هیچ تغییری ایجاد نمی‌شود تا از ریسک جلوگیری شود.— خوزه ام. گیلگادو
مشکل این رویکرد این است که اگر همیشه از ابزارهای یکسان استفاده کنید، هیچ مبنایی برای مقایسه و انتخاب ندارید و این امر دانش شما را محدود می‌کند.
راه‌حل پیشنهادی او این است که همیشه به‌دنبال بهترین گزینهٔ ممکن باشید، حتی اگر با آن آشنایی نداشته باشید. او پیشنهاد می‌کند که برنامه‌نویسان از زبان‌های برنامه‌نویسی جدید استفاده کنند، حتی اگر در ابتدا با آن‌ها ناآشنا باشند.
گیلگادو همچنین به RubyMotion اشاره کرده است، ابزاری که به توسعه‌دهندگان امکان می‌دهد زبان‌های برنامه‌نویسی ناآشنا را در قالب یک زبان آشنا به‌کار بگیرند، و بدین ترتیب از یادگیری زبان‌های جدید اجتناب کنند. بااین‌حال، او این رویکرد را نامطلوب دانسته است، زیرا عادت به دوری از ابزارهای جدید را تقویت می‌کند.

## در فرهنگ فارسی
در زبان و فرهنگ فارسی، مفاهیمی مشابه قانون ابزار (چکش طلایی) وجود دارد که نشان‌دهندهٔ وابستگی بیش‌ازحد به یک ابزار یا روش خاص است. برخی از این مفاهیم و ضرب‌المثل‌ها عبارت‌اند از:
- هر کس چکش دارد، همه چیز را میخ می‌بیند. – ترجمهٔ مستقیمی از عبارت اصلی که در برخی منابع فارسی نیز به کار رفته است.
- یک نسخه را برای همه نمی‌توان پیچید. – این ضرب‌المثل تأکید دارد که یک راه‌حل یا ابزار واحد برای همهٔ مشکلات مناسب نیست.
- هر گردی گردو نیست. – این عبارت یادآوری می‌کند که نمی‌توان یک ویژگی را به همه چیز تعمیم داد.
- با یک دست نمی‌شود چند هندوانه برداشت. – این ضرب‌المثل به محدودیت‌های روش‌ها و ابزارهای موجود اشاره دارد.
- به زور نمی‌توان همه چیز را در یک قالب جا داد. – اشاره به این دارد که هر مسئله‌ای به ابزار خاص خود نیاز دارد و نباید یک ابزار را برای حل همهٔ مسائل به کار برد.

## مفاهیم مرتبط
اشکال دیگر ابزارگرایی کوته‌نظرانه عبارتند از: دِفورماسیون پروفسیونل ، اصطلاحی فرانسوی به معنای «نگاه کردن به چیزها از دیدگاه حرفه خود»، و تسخیر مقرراتی Regulatory capture، گرایش تنظیم‌کنندگان به نگاه کردن به چیزها از دیدگاه حرفه‌ای که آن را تنظیم می‌کنند.